# Gábalos
Los gábalos (en latín, Gabali) fueron un pueblo galo, vecino de los rutenos en la frontera de la Galia Narbonense entre los arvernos y los helvios, en el país que en francés se llama Gévaudan, derivado de Gabaldanum, y que es el actual departamento de Lozère. Su territorio tenía minas de plata, según Estrabón, y sus quesos (sobre todo los del Lesorae Gabalicique pagi) eran famosos. Lesora es la montaña Lozère. Su capital era, según Ptolomeo, Anderitum.
En tiempos de César estaban sometidos a los arvernos. Los menciona en tres ocasiones en sus Comentarios a la guerra de las Galias, en el libro VII:
1. Capítulo 7.2, cuando Lucterio el cadurco prepara las tropas para atacar la Provincia, avanzó hacia los nitióbroges y los gábalos, recogiendo de unos y otros rehenes y, habiendo reunido una gran tropa, pretendió invadir la Provincia, en dirección a Narbo.
2. Capítulo 64.6, Vercingétorix envía a los gábalos y a los distritos arvernos más cercanos contra los helvios.
3. Capítulo 75.2, en referencia a Alesia, cuando se enumera la contribución que se reclamó a cada pueblo, se dice que se reclamaron treinta y cinco mil hombres

a los arvernos, y con ellos, a los eleutetos, cadurcos, gábalos, velavios, que habitualmente están sometidos a los arvernos.